# Ouanda Djallé
Ouanda Djallé est une ville de République centrafricaine située dans la préfecture de Vakaga dont elle constitue l'une des deux sous-préfectures.

## Géographie
Ouanda Djallé est situé dans le nord du pays à la limite de la zone semi-désertique qui se rapproche davantage chaque année vers la ville.

## Histoire
La ville a été fondée en décembre 1912 par le capitaine Souclier. Elle devient progressivement une sous-préfecture de la région avec Birao, entérinée à l'indépendance en 1964.
Le 10 novembre 2006, les rebelles de l'Union des forces démocratiques pour le rassemblement (UFDR) prennent la ville pour quelques jours avant l'intervention le 17 novembre de l'armée centrafricaine qui reprend la ville, aidée de l'armée française.

## Économie
La ville est relativement isolée du reste du pays. Elle possède toutefois un petit aérodrome.